# عادل بوقروة
عادل بوقروة (14 يونيو 1987 - ) هو لاعب كرة قدم جزائري في مركز الهجوم.

## روابط خارجية
- عادل بوقروة على موقع قاعدة بيانات كرة القدم.إي يو (الإنجليزية)
- عادل بوقروة على موقع Soccerway.com (الإنجليزية)